# Educatel
Educatel est une société qui accompagne dans la préparation d’un examen ou d’un concours, la formation à un métier ou l'approfondissement des connaissances.

## Histoire
L’histoire de l’organisme de formation à distance Educatel débute en 1958, à Lièges, en Belgique. Edmond Nollomont, alors âgé de 28 ans, y fonde l’UNIECO, l’Union Internationale d’École par correspondance, afin de répondre au besoin en formation des femmes, de combler un manque en formations professionnalisantes, et de pallier les inégalités géographiques. Dans les années 1970, l’UNIECO s’installe à Bois Guillaume, dans le département de la Seine-Maritime, en France. Le premier catalogue de formations à distance proposé par l’UNIECO se scinde alors en plusieurs catalogues thématiques : carrières industrielles ; carrières féminines ; carrières indépendantes ou encore carrières de la chimie.
En 1983, l’Union Internationale d’École par correspondance change de nom et devient Educatel. Pour répondre au mieux aux besoins du marché du travail et des élèves, Educatel ouvre son centre de stages, avenue Jean Jaurès, dans le XIXe arrondissement de Paris. Des stages d’application y sont organisés toute l’année afin de compléter les enseignements par correspondance. Educatel développe son offre de formation privée à domicile en créant des catalogues par secteur de métier. 
Dans les années 1990, Educatel est en difficulté financière plusieurs fois, et est rachetée par Educinvest en 1991 ; par le Cedis en 1994, ; par l'Association comptable enseignement (ACE) en 1998.
En 2012, Place Victor Hugo acquiert Educatel.
Le 28 novembre 2016, la société est en redressement judiciaire,.
Après avoir appartenu au Centre International d’Enseignement à Distance (CIED), Educatel fait partie depuis fin 2017, du groupe Skill and You - spécialisé dans l'enseignement à distance.